# Geomérnökség
A geomérnökség vagy másképp klímamérnökség, a bolygómérnökség földi alkalmazása, nagy léptékű, globális hatású, előre eltervezett hatásokat okozó beavatkozás a Föld, mint fizikai rendszer működésébe. Napjainkban elsősorban a földi légkör olyan megváltoztatását értik alatta, amely a globális felmelegedés hatásait mérsékelni tudja, pl. a napsütés behatásának gyengítésével, vagy esetleg teljesen meg is szünteti.
Mivel napjainkban az emberiségnek nem áll rendelkezésére sem a megfelelő tudományos ismeretanyag, sem a megfelelő közös politikai akarat, sem a megvalósítás anyagi eszköztára, így a geomérnökség alkalmazása a csak jövőben válhat gyakorlattá. A jelenlegi kutatások, és tudományos ismeretek afelé hajlanak, hogy ilyen jellegű beavatkozás káros. A mai COP klímaváltozási konferenciák alapján olyan új technológiákat kívánnak alkalmazni, melyek a szennyezéseket a forrásuknál ragadják meg.

### Helyi időjárás változtatás
Kisebb hatású mesterséges beavatkozások ismertek. Ilyenek például:
- a kínai Hszianban épült légtisztító torony: az energiaforrása egy naptorony, fél futballpálya alapterülettel, hatásfoka PM2,5-re 17%
- holland Roosengaarde Szmogmentesítő Projektjének 7m-es tornya, 30000 m3/h teljesítménnyel
- Kalwaria Zebrzydowska lengyel városi hangágyú, tapasztalat szerint a szennyezettség mértéke 15-30 százalékkal csökken 2-3 kilométeres körzetben